# Association des chercheurs en sciences humaines (domaine corse)
L'Association des chercheurs en sciences humaines (domaine corse) est une société savante fondée en 1972, à Bastia. Elle regroupe des chercheurs du domaine des sciences humaines qui travaillent sur ou depuis la Corse. Elle publie la revue semestrielle Études corses et méditerranéennes.

## Histoire

### Fondation
Constituée sous la forme d'une association loi 1901, l'ACSH (domaine corse) voit le jour en 1972. Antoine Casanova, Fernand Ettori, Pierre Lamotte et Francis Pomponi figurent parmi les membres fondateurs. L'association se donne pour objet de « favoriser les contacts entre tous ceux qui effectuent des recherches sur la Corse dans le domaine des sciences humaines et faire connaître leurs travaux »
Dans une étude sur les enquêtes collectives qui ont concerné la Corse entre 1970 et le début des années 2000, Georges Ravis-Giordani rappelle que la création de cette association participe d'un mouvement plus large de structuration de la recherche corse qui « n’est pas venue d’une institution nationale mais d’une équipe qui, au départ, disposait d’une existence institutionnelle modeste ».

### Évolution
L'Annuaire des sociétés savantes du CTHS fait état d'une cinquantaine de membres pour l'année 2010, « appartenant à plusieurs universités, y compris étrangères et ouvertes à tous ceux qui sont engagés dans un travail au moins de niveau DEA ».

## Activités

### Champ disciplinaire
Depuis 1972, l'association est ouverte à toutes les sciences humaines sans aucune limitation, ni de période historique, ni de discipline.

### RevueÉtudes corses et méditerranéennes
De 1962 à 1969, la Fédération historique de la Corse avait édité une revue trimestrielle, Corse historique : archéologique, littéraire, scientifique,. Dès sa fondation, l'ACSH se fixe pour objectif de faire renaître et de maintenir un organe de publication pour les recherches en sciences humaines sur la Corse. Elle crée ainsi immédiatement la revue semestrielle Études corses qui prend le nom de Études corses et méditerranéennes à partir de 2013.

## Membres notoires
| NOM Prénom              | Domaine d'activité             | Rôle                                 | Période   |
| ----------------------- | ------------------------------ | ------------------------------------ | --------- |
| CASANOVA Antoine        | histoire moderne               | membre fondateur                     | 1973-2017 |
| ETTORI Fernand          | histoire moderne, linguistique | membre fondateur                     | 1973-?    |
| LAMOTTE Pierre          | archivistique, paléographie    | membre fondateur, trésorier          | 1973-?    |
| PELLEGRINETTI Jean-Paul | histoire contemporaine         | directeur de publication             | ?-actuel  |
| POMPONI Francis         | histoire moderne               | membre fondateur, secrétaire général | 1973-1982 |
| ROVERE Ange             | histoire moderne               | président                            | ?-actuel  |